# Yding Kirke
Yding Kirke er en kirke i Yding Sogn, Horsens Kommune, Århus Stift. Kirken ligger knap 11 kilometer vest for Skanderborg.
Kor og skib er bygget i 1865 efter at de tilsvarende dele af en middelalderlig kirke på samme sted var blevet revet ned. Tårnet er fra slutningen af 1400-tallet.

## Eksterne kilder og henvisninger
- Yding Kirke hos KortTilKirken.dk
- Yding Kirke hos danmarkskirker.natmus.dk (Danmarks Kirker, Nationalmuseet)

- Wikimedia Commons har flere filer relateret til Yding Kirke